# Goodwood Revival
Goodwood Revival er en tre-dages festival, der er blevet afholdt hvert år i september på Goodwood Circuit siden 1998, for den type biler og motorcykler, der ville have deltaget i roadracing på banen i den oprindelige periode, hvor den eksisterede, hvilket var 1948–1966. Den første Revival foregik 50 år efter 9. hertug af Richmond and Gordon åbnede racerbanen i 1948 ved at køre en runde i en Bristol 400, der på dette tidspunkt var den bedste sportssedan der kunne fås i Storbritannien. De fleste deltagere ved Goodwood Revival er iklædt historisk tøj, der matcher tidsperioden. Det er verdens mest populære begivenhed og det eneste i Storbritannien, som genskaber 1950'ernes og 1960'ernes motorsport.
Til at begynde med var der en del modstand mod at genintroducere motorsport på banen, men en Goodwood Supporters Association var med til at få godkendelse til arrangementet.
Festivalen inkluderer biler fra 1950'erne og 1960'erne, sportsvogne og Grand Tourere, samt historiske sedaner og Formula Juniors. Mange af disse biler bliver kørte af kendte personer fra motorsport. Berømte racerkørere, der har deltaget i GoodWood Revival inkluderer Sir Stirling Moss, John Surtees, Kenny Bräck, Sir Jack Brabham, Phil Hill, Derek Bell, David Coulthard, Damon Hill, Gerhard Berger, Martin Brundle, Bobby Rahal, Johnny Herbert, Wayne Gardner, Giacomo Agostini, Jean Alesi, Barry Sheene og Peter Brock, asamt andre kendte som Chris Rea og Rowan Atkinson (som Mr. Bean) i 2009.
Bortset fra tilføjelsen af en cikane på det lige stykke ved målstregen er banen blev genetableret som den så ud i sin storhedstid. Der deltager også flere historiske flyvemaskiner.